# 豐野站
豐野站（日语：／ Toyono eki */?）是一個位於日本長野縣長野市豐野町豐野，屬於信濃鐵道、東日本旅客鐵道（JR東日本）的鐵路車站。

## 停靠路線
此站有信濃鐵道的北信濃線與以此站為起點的JR東日本飯山線停靠。飯山線的列車全部通過北信濃線直通至長野站。起初北信濃線是JR東日本信越本線，此站當時是JR東日本的單獨站。北陸新幹線開業的同時並行在來線信越本線交由信濃鐵道管轄。同時也將車站的管轄也交由信濃鐵道管轄，成為兩間公司的共同使用站。

## 車站構造
側式月台1面1線、島式月台1面2線，合計2面3線的地面車站。1號月台為下行月台，2、3號月台為上行月台

### 月台配置
| 月台 | 路線                      | 方向 | 目的地                     | 備註                  |
| ---- | ------------------------- | ---- | -------------------------- | --------------------- |
| 1    | ■北信濃線                 | 下行 | 妙高高原方向               |                       |
| 1    | ■飯山線                   | 下行 | 戶狩野澤溫泉、越後川口方向 |                       |
| 1    | ■北信濃線                 | 上行 | 長野方向                   | 此站始發在1號月台開出 |
| 2、3 | ■北信濃線 （包括■飯山線） | 上行 | 長野方向                   |                       |

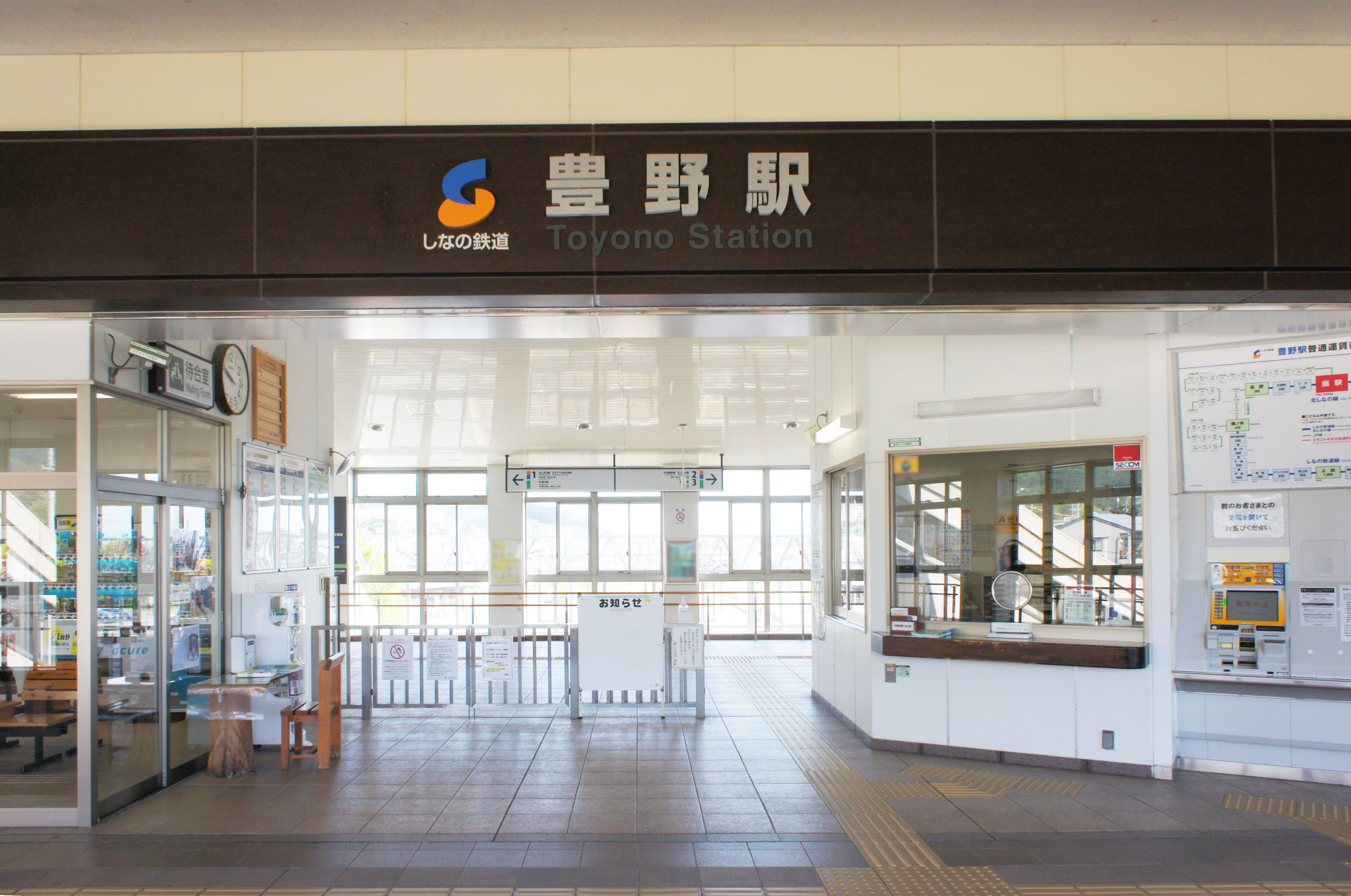
檢票口（2021年8月）
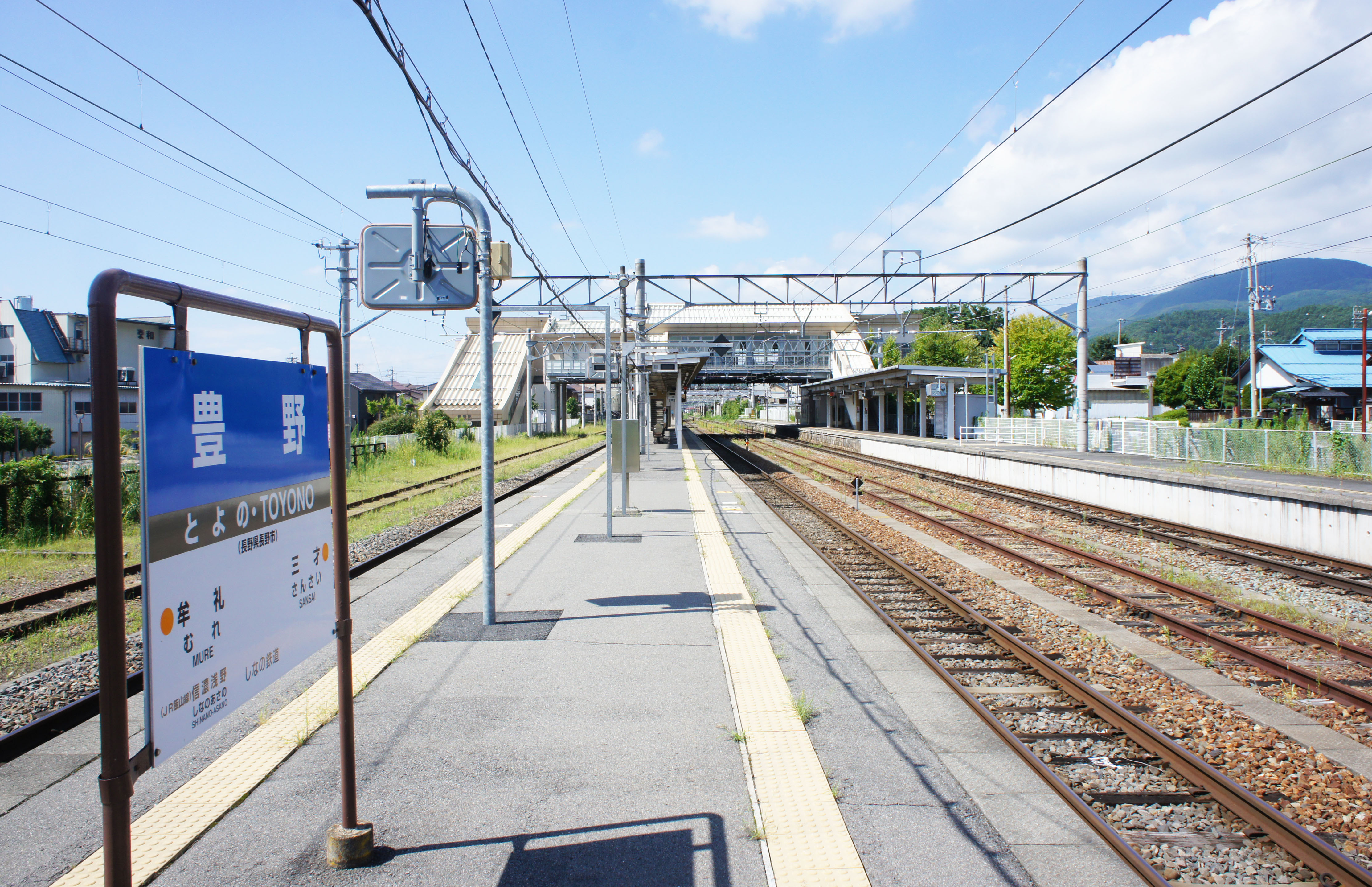
月台（2021年8月）

## 使用情況
- JR東日本 - 2018年（平成30年）度1日平均上車人次為1,235人[JR 1]。
- 信濃鐵道 - 2018年（平成30年）度1日平均上車人次為1,006人[しなの 1]。

近年的推移如下表。
| 上車人次推移       | 上車人次推移 | 上車人次推移 |
| 年度               | JR東日本     | 信濃鐵道     |
| ------------------ | ------------ | ------------ |
| 2000年（平成12年） | 1,050        | 未 開 業     |
| 2001年（平成13年） | 1,047        | 未 開 業     |
| 2002年（平成14年） | 1,038        | 未 開 業     |
| 2003年（平成15年） | 1,044        | 未 開 業     |
| 2004年（平成16年） | 1,029        | 未 開 業     |
| 2005年（平成17年） | 1,033        | 未 開 業     |
| 2006年（平成18年） | 1,030        | 未 開 業     |
| 2007年（平成19年） | 1,023        | 未 開 業     |
| 2008年（平成20年） | 998          | 未 開 業     |
| 2009年（平成21年） | 966          | 未 開 業     |
| 2010年（平成22年） | 935          | 未 開 業     |
| 2011年（平成23年） | 944          | 未 開 業     |
| 2012年（平成24年） | 930          | 未 開 業     |
| 2013年（平成25年） | 960          | 未 開 業     |
| 2014年（平成26年） | 899          | 未 開 業     |
| 2015年（平成27年） | 1,391        | 1,118        |
| 2016年（平成28年） | 1,320        | 1,021        |
| 2017年（平成29年） | 1,260        | 1,014        |
| 2018年（平成30年） | 1,235        | 1,006        |

## 相鄰車站
信濃鐵道
快速「輕井澤Resort」
長野－豐野－牟禮
■北信濃線
三才－豐野－牟禮
東日本旅客鐵道（JR東日本）
■飯山線（長野站－此站間為北信濃線）
三才－豐野－信濃淺野

### 來源
1. 1 2 3 4 5 6 7  信濃毎日新聞社出版部（編）. . 信濃毎日新聞社. 2011-07-24: 28. ISBN 978-4-7840-7164-7.
2. 1 2 3 4  . 週刊朝日百科. 14号 長野駅・新津駅・高田駅ほか. 朝日新聞出版. 2012-11-11: 20.
3. 1 2 3 4 5  川辺和将、巽賢司(2015年3月15日). “北陸新幹線:長野−金沢間開業 飯山歓喜 1万5000人、新時代祝う 一番列車、拍手と「ふるさと」で歓迎”. 毎日新聞 (毎日新聞社)
4. 1 2  . しなの鉄道.   [2019-08-19]. （原始内容存档于2019-08-18）.
5. 1 2  . 東日本旅客鉄道.   [2019-11-24]. （原始内容存档于2021-02-17）.

### 使用情況

#### JR東日本
1. 1 2  . 東日本旅客鉄道.   [2019-07-24]. （原始内容存档于2019-07-05）.
2. ↑  . 東日本旅客鉄道.   [2019-04-09]. （原始内容存档于2019-03-27）.
3. ↑  . 東日本旅客鉄道.   [2019-04-09]. （原始内容存档于2019-03-27）.
4. ↑  . 東日本旅客鉄道.   [2019-04-09]. （原始内容存档于2019-03-27）.
5. ↑  . 東日本旅客鉄道.   [2019-04-09]. （原始内容存档于2019-03-27）.
6. ↑  . 東日本旅客鉄道.   [2019-04-09]. （原始内容存档于2019-03-27）.
7. ↑  . 東日本旅客鉄道.   [2019-04-09]. （原始内容存档于2019-03-27）.
8. ↑  . 東日本旅客鉄道.   [2019-04-09]. （原始内容存档于2019-03-27）.
9. ↑  . 東日本旅客鉄道.   [2019-04-09]. （原始内容存档于2019-04-02）.
10. ↑  . 東日本旅客鉄道.   [2019-04-09]. （原始内容存档于2019-03-27）.
11. ↑  . 東日本旅客鉄道.   [2019-04-09]. （原始内容存档于2019-03-27）.
12. ↑  . 東日本旅客鉄道.   [2019-04-09]. （原始内容存档于2019-03-27）.
13. ↑  . 東日本旅客鉄道.   [2019-04-09]. （原始内容存档于2019-03-27）.
14. ↑  . 東日本旅客鉄道.   [2019-04-09]. （原始内容存档于2019-03-27）.
15. ↑  . 東日本旅客鉄道.   [2019-04-09]. （原始内容存档于2016-04-04）.
16. ↑  . 東日本旅客鉄道.   [2019-04-09]. （原始内容存档于2019-03-27）.
17. ↑  . 東日本旅客鉄道.   [2019-04-09]. （原始内容存档于2019-03-23）.
18. ↑  . 東日本旅客鉄道.   [2019-04-09]. （原始内容存档于2017-07-29）.
19. ↑  . 東日本旅客鉄道.   [2019-04-09]. （原始内容存档于2018-07-06）.

#### 信濃鐵道
1. 1 2  . 令和元年版長野市統計書. 長野市. 2020-03-25  [2020-04-01]. （原始内容 (XIS)存档于2020-04-01）. 外部链接存在于|work= (帮助)
2. 1 2 3   (PDF). 平成30年版長野市統計書. 長野市: 166. 2019-04-22  [2019-04-26]. （原始内容 (PDF)存档于2019-04-26）. 外部链接存在于|work= (帮助)

## 外部連結
- JR東日本 豐野站（页面存档备份，存于）
- JR東日本 長野支社 豐野站（页面存档备份，存于）
- 信濃鐵道 豐野站（页面存档备份，存于）